# タリホー (潜水艦)
タリホー (HMS Tally-Ho, P317) は、イギリス海軍の潜水艦。T級潜水艦第3グループの1隻。
艦名はキツネ狩りで猟犬をけしかける掛け声「タリホー」に由来し、第一次世界大戦時に傭船されたトロール船を例外としてイギリス海軍においてこの名を持つ唯一の艦である。艦名を反映して、本艦の船紋章は茂みから姿を現すキツネであった。

## 艦歴
「タリホー」は1940年度建造計画に基づき、1940年11月4日にバロー＝イン＝ファーネスのヴィッカース・アームストロングへ発注され、1942年3月25日起工、1942年12月23日進水し、1943年4月12日に初代艦長レスリー・ベニントン少佐の指揮の下就役した。

### 大西洋、1回目・2回目の哨戒
クライド周辺で整調後、「タリホー」は1943年5月31日からラーウィックを出撃し、Uボートを捜索するためノルウェー沖へ最初の哨戒に出た。7月8日にホーリー・ロッホを出た「タリホー」はビスケー湾で哨戒を行いながらジブラルタルへ移動した。道中で7月25日に2隻、7月30日に1隻のUボートと遭遇するが、いずれも攻撃はできなかった。

### 地中海、3回目の哨戒
1943年8月15日、「タリホー」は南フランス沖合の哨戒を命じられ、地中海へ3度目の哨戒に出た。8月20日、トゥーロン南方でアジャクシオからマルセイユへ向かう5098船団を発見。船団はフランス客船「ヴィル・ド・バスティア」及び「ヴィル・ダジャクシオ」、護衛の特設駆潜艇「UJ6071」と特設哨戒艇「Fla14」からなっていた。「タリホー」は魚雷2本を発射したが命中しなかった。8月22日には、ラ・スペツィアからトゥーロンへ向かう特設機雷敷設艦「ポンメルン」と「ブランデンブルク」を発見し、魚雷3本を発射した。約10分後に3回の爆発音が聞こえたが、実際は命中していなかった。

### 極東
1943年9月1日、「タリホー」はアルジェを発ち、輸送船団に加入してポートサイドへ向かった。ポートサイドで入渠後、スエズ運河を通過して紅海、そしてインド洋へ入り、アデンを経由して10月14日にセイロン島コロンボへ到着した。

### 4回目の哨戒
10月26日、「タリホー」にとって極東で初となる4回目の哨戒へ出撃し、マラッカ海峡へ向かった。11月6日、ペナンを出港するモンスーン戦隊のUボート「U-178」を発見し魚雷5本を発射するが命中せず。同日にドイツ船「クィト」も発見するが、全速で潜航したものの攻撃位置に到達することができなかった。11月8日、「タリホー」は「第二十号駆潜艇」に発見され激しい爆雷攻撃を受けた。「タリホー」の深度計が衝撃で損傷したが、何とか逃れることができた。「第二十号駆潜艇」に加えて水上機も飛来して「タリホー」を探していたため、新たに発見した大型商船に対する攻撃を中断せざるを得なかった。その後、「タリホー」は大型商船に魚雷2本を発射したが、結局命中しなかった。
これまでの哨戒で全く得るものがなかった「タリホー」だったが、11月10日、マラッカ海峡北部北緯06度11分 東経99度35分 / 北緯6.183度 東経99.583度で特設運送船（給水船乙）「木曾川丸」（東洋海運、1,914トン）を発見する。「タリホー」は魚雷5本を発射、「木曾川丸」を撃沈した。可燃物に引火したらしく、「木曾川丸」は大爆発を起こし沈んでいった。沈没後も海面が2時間以上にわたって燃え続けていた。小型艦が接近してくるのが見えたため、「タリホー」は潜航して退避していった。
11月12日、「タリホー」はマラッカ海峡北端で対潜艦と遭遇し爆雷攻撃を受けたが逃れることができた。午後には「伊号第百六十六潜水艦」と思われる潜水艦を発見するが、攻撃には至らなかった。11月17日、「タリホー」はコロンボに帰投した。

### 5回目・6回目の哨戒

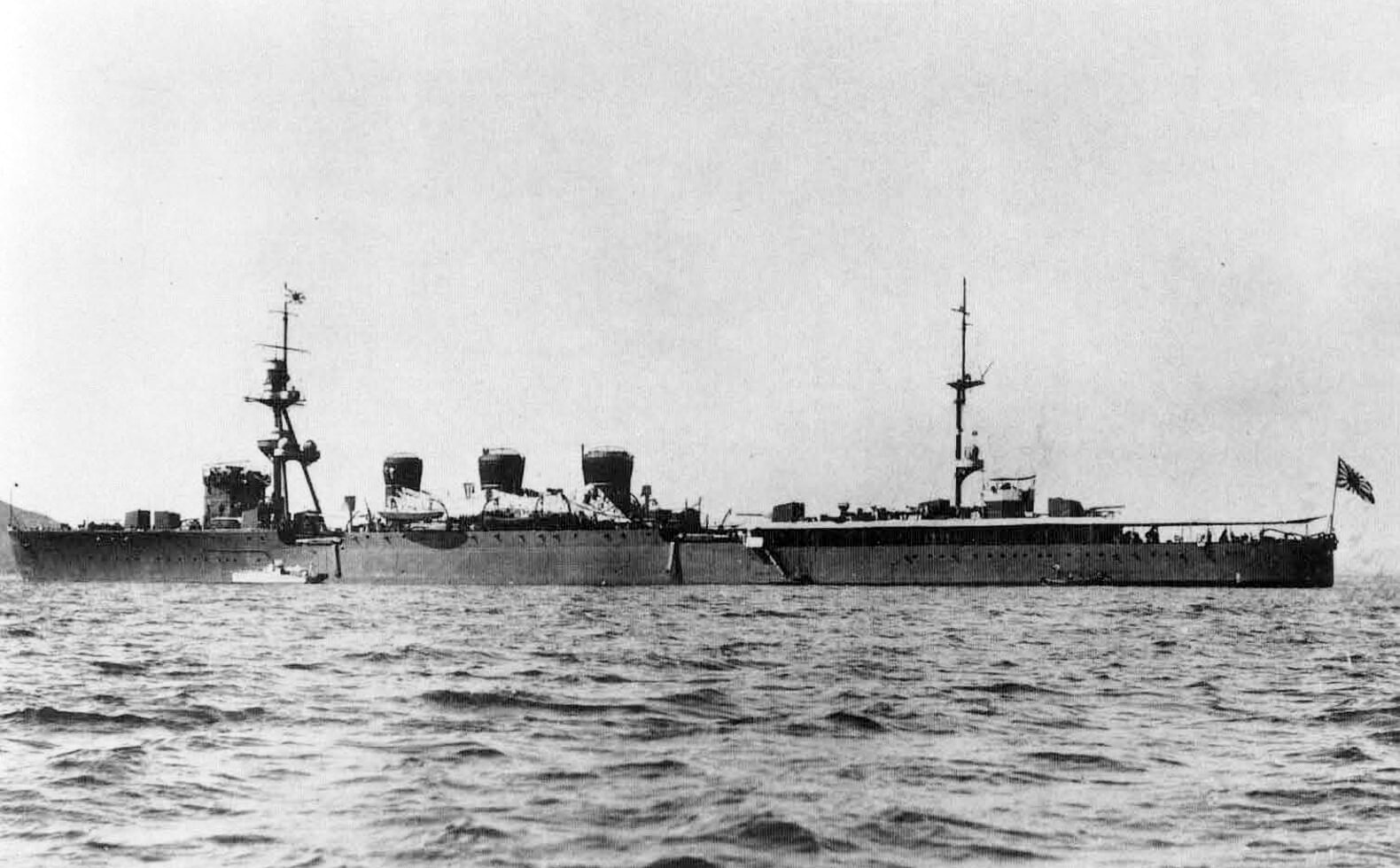
軽巡洋艦「球磨」

1943年12月3日、「タリホー」は5回目の哨戒に出たが、潜望鏡の1本に生じた不具合を修理できず、哨戒を中止して12月16日トリンコマリーへ帰投した。12月28日、マラッカ海峡とニコバル諸島へ6回目の哨戒に出撃した「タリホー」だったが、この哨戒では戦果に恵まれた。
年が明けた1944年1月11日、「タリホー」はペナン北西海上で前路哨戒を行う水上機を目撃する。敵艦出現の前触れと予想して待ち構えていたところ、軽巡洋艦「球磨」と駆逐艦「浦波」が現れた。「タリホー」は北緯05度34分 東経100度03分 / 北緯5.567度 東経100.050度の地点で「球磨」に対して魚雷7本を発射、うち2本が命中した「球磨」は沈没した。「浦波」の爆雷攻撃を躱した「タリホー」が潜望鏡で確認した時には、既に「球磨」の姿はなかった。
1月15日、「タリホー」はアンダマン諸島ポートブレア南方北緯10度03分 東経93度05分 / 北緯10.050度 東経93.083度で「第七号掃海艇」に護衛された陸軍船「龍興丸」（大阪商船、2,962トン）を発見し魚雷6本を発射、うち1本を「龍興丸」に命中させ沈めた。1月18日、「タリホー」はトリンコマリーに帰投した。

### 7回目の哨戒
2月3日、「タリホー」はトリンコマリーを出て7回目の哨戒に向かった。駆逐艦「ロケット」及び「レースホース」と対潜演習を行った後でマラッカ海峡へ進出した。2月15日、「タリホー」はペナン南方でUボート「UIT-23」（元イタリア海軍リウッツィ級潜水艦「レジナルド・ジュリアーニ」）を発見、北緯04度27分 東経100度11分 / 北緯4.450度 東経100.183度の地点で魚雷3本を発射し撃沈した。
2月18日、機雷敷設艦に護衛された2,000トン級商船と、やや遅れて機雷敷設艦に護衛された水上機母艦が通過するのを目撃するが攻撃は控えられた。2月21日、「タリホー」は北緯03度52分 東経100度40分 / 北緯3.867度 東経100.667度地点で陸軍船「第6大源丸」（名村汽船、510トン）に魚雷5本を発射、1本を命中させて撃沈した。
2月24日の夜、マラッカ海峡北緯03度42分 東経100度09分 / 北緯3.700度 東経100.150度地点で正体不明の船が「タリホー」の近くを横切った。当初、周辺海域で行動中の姉妹艦「タクティシャン」か「トラキュレント」ではないかと思われたが、実際は日本海軍の水雷艇「雁」であり、「雁」は右舷から接近して爆雷を投下した。続いて、「雁」は「タリホー」に対して体当たり攻撃を仕掛けてきた。面舵一杯で何とか直撃は回避したが、「雁」が「タリホー」の左舷バラストタンクを大きく引き裂いた。この体当たり攻撃で「雁」の方も艦体を破損している。少なからぬ損傷を負いながらも、何とか「タリホー」は急速潜航して「雁」の砲撃や爆雷を掻い潜り、逃げ延びることができた。離脱後、損傷した「タリホー」は左舷に傾斜したまま3月1日にトリンコマリーへ帰投した。「タリホー」の艦体を調べたところ、「雁」のスクリュープロペラの破片が食い込んでいるのが発見され、後に乗員らによって記念品とされた。

### 8回目の哨戒
1944年3月から4月にかけてコロンボで入渠修理後、5月9日にトリンコマリーから8回目の哨戒に出た。5月14日に「タリホー」はマラッカ海峡北緯03度42分 東経99度04分 / 北緯3.700度 東経99.067度地点に機雷を敷設（ML05作戦）。この機雷により、応急タンカー「日翼丸」（日産汽船、1,074トン）が損傷したとされる。5月17日、北緯03度27分 東経100度56分 / 北緯3.450度 東経100.933度地点でAr196水上機に護衛されたUボート「U-532」を発見し、合計6本の魚雷を発射したが命中しなかった。その後、英空母「イラストリアス」と米空母「サラトガ」を基幹とする米英機動部隊によるジャワ島スラバヤの日本軍に対する空襲作戦（トランサム作戦）に伴い、「タリホー」は不時着機搭乗員の救助任務に就いた。6月3日、「タリホー」はトリンコマリーに帰投した。

### 9回目の哨戒
「タリホー」はトリンコマリー沖で駆逐艦「ペタード」と対潜演習後、6月24日に9回目の哨戒へ出発した。マラッカ海峡における哨戒で会敵はなく、7月18日にトリンコマリーへ帰投した。

### 10回目の哨戒
8月6日、「タリホー」はトリンコマリーからマラッカ海峡へ10回目の哨戒に出た。8月22日、北緯05度51分 東経100度03分 / 北緯5.850度 東経100.050度地点で300トン級沿岸貨物船を発見し砲撃で沈めた。8月24日には、北緯04度29分 東経99度57分 / 北緯4.483度 東経99.950度地点で60トン級ジャンク船を、北緯04度38分 東経100度21分 / 北緯4.633度 東経100.350度地点で50トン級と150トン級ジャンク船をそれぞれ浮上砲撃で沈めた。8月30日に「タリホー」はトリンコマリーへ帰還した。

### 11回目の哨戒
9月18日、「タリホー」はトリンコマリーから11回目の哨戒へ出撃した。マラッカ海峡北緯03度08.5分 東経99度58分 / 北緯3.1417度 東経99.967度地点で3隻の駆潜艇に護衛された3隻の沿岸貨物船からなる船団を発見し、魚雷1本を発射したが命中しなかった。10月4日には北緯03度09分 東経99度55分 / 北緯3.150度 東経99.917度地点で魚雷艇に護衛された200トン級沿岸貨物船を浮上砲撃した。魚雷艇と貨物船の機銃による反撃は不正確で脅威とはならなかったが、一方で「タリホー」の4インチ砲も目標を正確にとらえることができず、結局34発撃ったところで攻撃を諦めざるを得なかった。
10月6日夜、「タリホー」はペナン南西約110海里北緯04度20分 東経98度24分 / 北緯4.333度 東経98.400度の地点で「第二号駆潜特務艇」と遭遇し、浮上砲戦を交わした。「タリホー」は4インチ砲弾19発を発射して「第二号駆潜特務艇」を爆沈させた。さらに交戦中に敵機1機が接近してきたため、機銃で応戦し命中弾を与えた。80フィート (24.4 m)まで潜航したところで、敵機が墜落したと思しき衝撃音が聞こえてきた。戦闘には勝利したが、一方で「タリホー」も砲術士官デニス・アダムス大尉が戦死する被害を受けた。アダムス大尉の遺体は夜の間に水葬に付された。「タリホー」は10月11日にトリンコマリーへ帰投した。

### 12回目の哨戒
10月29日、「タリホー」はマラッカ海峡へ12回目の哨戒に出た。今回の哨戒では、敵艦艇の捜索だけでなく自由タイ運動のタイ人工作員を上陸させる特殊任務も帯びていた。11月9日、「タリホー」はタイ人工作員をトラン県のクラダン島に上陸させた。
11月16日、「タリホー」は北緯05度46.5分 東経100度02.5分 / 北緯5.7750度 東経100.0417度の地点で「呂号第百十三潜水艦」または「呂号第百十五潜水艦」と思しき日本の小型潜水艦を発見し、魚雷6本を発射するが命中しなかった。やがて上空に敵機が現れたため、「タリホー」は退避するしかなかった。

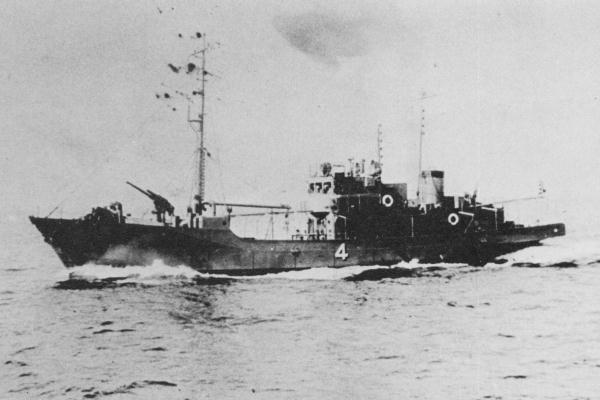
敷設特務艇「第四号敷設特務艇」

11月17日、「タリホー」はランカウイ島近海北緯05度54分 東経99度28分 / 北緯5.900度 東経99.467度地点で30トン級ジャンク船、北緯06度15分 東経99度39分 / 北緯6.250度 東経99.650度地点で25トン級ジャンク船を撃沈。続いて北緯06度15分 東経99度39分 / 北緯6.250度 東経99.650度の地点で20トン級ジャンク船5隻からなる船団を発見し、そのうち4隻を撃沈したが1隻だけは生存者を救助させるために見逃した。さらに北緯05度57分 東経99度36分 / 北緯5.950度 東経99.600度の地点で50トン級ジャンク船を発見し沈めた。こうして「タリホー」は1日でジャンク船7隻を沈める戦果を挙げた。「タリホー」は哨戒海域を南方に移し、翌11月18日に北緯04度44分 東経100度14分 / 北緯4.733度 東経100.233度地点で45トン級ジャンク船を撃沈。さらに北緯04度37分 東経100度21分 / 北緯4.617度 東経100.350度地点で91トントンカンと100トン級ジャンク船を沈めた。「タリホー」はトンカンの中国人乗員7名を救助した。11月20日、「タリホー」は大ニコバル島南端東方約30海里の北緯06度55分 東経94度15分 / 北緯6.917度 東経94.250度地点で沿岸貨物船を護衛中の「第四号敷設特務艇」と魚雷艇を発見。魚雷3本を発射して「第四号敷設特務艇」を撃沈した。11月23日、「タリホー」はトリンコマリーへ帰還した。
1944年12月3日、「タリホー」はトリンコマリーを出港し、改装のため本国へ向かった。アデン、ポートサイド、マルタ、ジブラルタルを経由して翌1945年1月18日にイギリス本国プリマスへ到着した。その後、スワン・ハンター社の造船所へ移動した「タリホー」は1945年2月18日から7月31日まで改装に費やした。改装中の5月22日に、艦長がベニントン少佐からジョン・ペイトン・ファイフ大尉に交代。改装後の試験や演習を行っている最中に「タリホー」は終戦を迎えたが、極東への配備は継続され1945年10月27日にホーリー・ロッホを出航、1945年12月15日に香港へ到着した。

### 戦後
戦後も「タリホー」は現役に留まり、オーストラリアの第6潜水艦戦隊で活動後、1947年にはスコットランドのロスシーを拠点とする第3潜水艦戦隊配属となる。
1949年7月に「タリホー」はカナダへ向かい、姉妹艦「チューダー」と共にカナダ海軍の対潜水艦戦訓練に参加した。カナダでの活動後、「タリホー」はアメリカおよび西インド諸島戦隊へ配属となった。1953年にはエリザベス2世戴冠記念観艦式に参加している。
1954年には再度カナダへ派遣されたほか、シュノーケル（英海軍名「スノート」）を使用して3週間にわたり潜航状態のままバミューダ諸島からイングランドまで大西洋横断を行っている。これはアンフィオン級潜水艦「アンドリュー」に続き英海軍潜水艦で2例目であった。
T級潜水艦第3グループのうち8隻が水中高速潜水艦への近代化改装を受けたが、「タリホー」は対象艦には選ばれなかった。1967年2月10日、「タリホー」はウェールズのブリトン・フェリーでスクラップとして解体された。

## 栄典
「タリホー」は第二次世界大戦の戦功で2個の戦闘名誉章(Battle honours)を受章した。
- 「BISCAY 1943」
- 「MALAYA 1943-4」